# توري دي خوان عبد (سيوداد ريال)
بلدية توري دي خوان عبد (بالإسبانية: Torre de Juan Abad)‏، هي إحدى بلديات مقاطعة سيوداد ريال إحدى مقاطعات إسبانيا، والتي تقع في منطقة قشتالة لا منتشا وسط إسبانيا.
يبلغ عدد سكانها 1.296 نسمة وفقاً لإحصائية سنة (2007).